# Gle Meuh (berg i Indonesien, lat 5,53, long 95,57)
Gle Meuh är ett berg i Indonesien.   Det ligger i provinsen Aceh, i den västra delen av landet, 1 800 km nordväst om huvudstaden Jakarta. Toppen på Gle Meuh är 348 meter över havet.
Terrängen runt Gle Meuh är lite kuperad.Runt Gle Meuh är det ganska glesbefolkat, med 34 invånare per kvadratkilometer. I omgivningarna runt Gle Meuh växer i huvudsak städsegrön lövskog.